# Utinomiella
Utinomiella is een geslacht van kreeftachtigen uit de klasse van de Malacostraca (hogere kreeftachtigen).

## Soort
- Utinomiella dimorpha (Henderson, 1906)